# Captain New Japan
Mitsuhide Hirasawa (平澤 光秀, Hirasawa Mitsuhide), né le 27 mars 1982 à Sapporo, Hokkaido, Japon est un catcheur japonais, qui est principalement connu pour son travail à la New Japan Pro Wrestling en tant que Bone Soldier.

## Carrière

### World Wrestling Council (2010–2011)
Le 13 mai à Rahway, New Jersey , il est entré dans le tournoi pour déterminer le premier Champion Intercontinental IWGP, perdant face à Yujiro Takahashi dans son match de premier tour.

### Retour à la New Japan Pro Wrestling (2011-...)
En Août, Saito a participé au G1 Climax 2011, perdant ses huit premiers matchs seulement pour ramasser sa première victoire lors de la dernière journée du tournoi dans un match contre son ancien mentor, Yūji Nagata.
Après son exil de Chaos, Saito développe un alter-ego appelé Captain New Japan, habillé dans une variation du costume de Captain America, avec même un bouclier,.
Le 13 avril 2014, pendant le voyage de la New Japan à Taiwan, Hirasawa, travaillant comme Captain Taiwan, a reçu son premier match de championnat à la fédération quand lui et Hirooki Goto ont perdu contre Bullet Club (Doc Gallows et Karl Anderson) pour les IWGP Tag Team Championship.
Lors de Destruction in Kobe, après avoir été refusé dans le Hunter Club, il trahi Yoshitatsu et rejoint le Bullet Club. Le lendemain, il est donné à Hirasawa le nouveau nom de ring "Bone Soldier".

## Palmarès
- World Wrestling Council
  - 1 fois WWC Caribbean Heavyweight Championship
  - 1 fois WWC Puerto Rico Heavyweight Championship
  - 1 fois NJPW Jobber Championshippi

## Récompenses des magazines
- Pro Wrestling Illustrated

| Année | 2017 |
| ----- | ---- |
| Rang  | 441  |